# 平乐乡 (安龙县)
平乐乡，是中华人民共和国贵州省黔西南布依族苗族自治州安龙县一个已撤销的乡级行政区，2015年1月21日，贵州省人民政府批复同意安龙县乡镇行政区划调整，撤销平乐乡，将其所辖行政区域划归招堤街道。